# Putharet Khongrak
Putharet Khongrak (9 de octubre de 1994) es un deportista tailandés que compite en atletismo adaptado. Ganó dos medallas de bronce en los Juegos Paralímpicos de Tokio 2020.

## Palmarés internacional
| Juegos Paralímpicos | Juegos Paralímpicos | Juegos Paralímpicos | Juegos Paralímpicos |
| Año                 | Lugar               | Medalla             | Prueba              |
| ------------------- | ------------------- | ------------------- | ------------------- |
| 2020                | Tokio (Japón)       | Medalla de bronce   | 1500 m T54          |
| 2020                | Tokio (Japón)       | Medalla de bronce   | 5000 m T54          |